# Son By Four
Son By Four ist eine puerto-ricanische Salsaband.

## Karriere
Son By Four wurde bekannt mit ihrem englischsprachigen Pop-Hit „Purest of Pain“, den sie für Sony Music Entertainment aufnahmen. Son by Four besteht aus dem panamensischen Produzent und Songwriter Omar Alfanno sowie Angel López, Pedro Quiles und den Brüdern Javier Montes und George Montes. 1998 begann die Gruppe ihre Karriere mit den Songs „No Hay Razon“ und „Nada“, die in den Billboard Latin Tracks zu kleineren Hits wurden. 1998 nahmen sie das Album „Preparense“ und gingen mit den Songs daraus auf Tour. Im Jahr 2000 hatten sie ihren Durchbruch mit „A Puro Dolor“, welcher sich ein Jahr lang in den Billboard Latin Single Charts hielt, davon zwanzig Wochen lang auf Nummer eins. Eine Balladenversion von „A Puro Dolor“ wurde zum Thema der mexikanischen Fernseh-Seifenoper „La Calle de las Novias“. Die englischsprachige Version „Purest of Pain“ erreichte den Platz 26 in den Billboard’s Pop Music Charts und wurde in den USA mit 315.000 Exemplaren und weltweit mit über einer Million Kopien verkauft. Mit diesem Song erreichte Son By Four vier Preise der Billboard Music Awards im Dezember 2000 und sieben Preise der Billboard Latin Music Awards im April 2001 sowie den Titel Hot Latin Track Artist of the Year. Die folgenden Salsa-Alben der Gruppe Salsa Hits (2001) und Renace (2004) konnten an die alten Erfolge nicht mehr anknüpfen. Ab 2007 änderten Son By Four ihren Musikstil des Latin Pop, Salsa und Ballade in christlicher Musik und nahmen religiös geprägte Alben wie „Aquí está el Cordero“ und „Abbanuestro“ auf.

## Diskografie

### Alben
| Jahr | Titel       | Höchstplatzierung, Gesamtwochen, AuszeichnungChartplatzierungen (Jahr, Titel, Platzierungen, Wochen, Auszeichnungen, Anmerkungen) | Höchstplatzierung, Gesamtwochen, AuszeichnungChartplatzierungen (Jahr, Titel, Platzierungen, Wochen, Auszeichnungen, Anmerkungen) | Anmerkungen                        |
| Jahr | Titel       | US | Latin | Anmerkungen                        |
| ---- | ----------- | --- | --- | ---------------------------------- |
| 1999 | Son By Four | US94 Gold · (28 Wo.)US | Latin1 ×4Vierfachplatin · (67 Wo.)Latin                                                                                           | Erstveröffentlichung: Februar 1999 |
| 2001 | Salsa Hits  | — | Latin23 (10 Wo.)Latin |                                    |

Weitere Alben
- 1998: Prepárense
- 2000: Purest of Pain
- 2002: The Remixes
- 2004: Renace
- 2007: Aquí Está el Cordero
- 2008: Música y Palabra Vol. 1
- 2009: Abbanuestro
- 2010: Madre Mía
- 2011: Católico Soy
- 2015: Mujer Frente a la Cruz

### Singles
| Jahr | Titel Album                               | Höchstplatzierung, Gesamtwochen, AuszeichnungChartplatzierungen (Jahr, Titel, Album, Platzierungen, Wochen, Auszeichnungen, Anmerkungen) | Höchstplatzierung, Gesamtwochen, AuszeichnungChartplatzierungen (Jahr, Titel, Album, Platzierungen, Wochen, Auszeichnungen, Anmerkungen) | Anmerkungen                         |
| Jahr | Titel Album                               | US | Latin | Anmerkungen                         |
| ---- | ----------------------------------------- | --- | --- | ----------------------------------- |
| 1998 | No Hay Razon Prepárense                   | — | Latin21 (4 Wo.)Latin |                                     |
| 1998 | Nada Prepárense                           | — | Latin21 (2 Wo.)Latin |                                     |
| 1999 | Purest of Pain (A Puro Dolor) Son By Four | US26 (26 Wo.)US | Latin1 (61 Wo.)Latin | Erstveröffentlichung: November 1999 |
| 2000 | Cuando Seas Mia Purest of Pain            | — | Latin1 (25 Wo.)Latin |                                     |